# Ивашко, Илья Владимирович
Илья́ Влади́мирович Ива́шко (бел. Ілья Уладзіміравіч Івашка; род. 24 февраля 1994, Минск) — белорусский профессиональный теннисист; победитель одного турнира ATP в одиночном разряде.

## Общая информация
В возрасте пяти лет в теннис Илью привёл его отец — Владимир, который занимался этим видом спорта на уровне любителя. Мать зовут Анжела; есть брат — Алексей.
Первый тренер — Валентина Егоровна Ржаных, с которой занимался до 10 лет. Женат.
Любимая поверхность — хард; любимые турниры — Уимблдон и Открытый чемпионат США; кумиром в мире тенниса в период взросления был Роджер Федерер.

## Спортивная карьера
Первой победы на турнирах серии «фьючерс» Ивашко добился в октябре 2013 года. В марте 2016 года он впервые сыграл за сборную Беларуси в Кубке Дэвиса. В апреле он выиграл два «фьючерса» в Узбекистане. В июле он добрался до финала «челленджера» в Италии, где уступил теннисисту из Украины Илье Марченко со счётом 4:6, 4:6. В конце лета он через квалификацию попал на дебютный турнир серии Большого шлема, сыграв на Открытом чемпионате США, где он сразу же уступил Пабло Карреньо Бусте. По итогам 2016 года Ивашко занял 179-ю строчку мирового рейтинга.

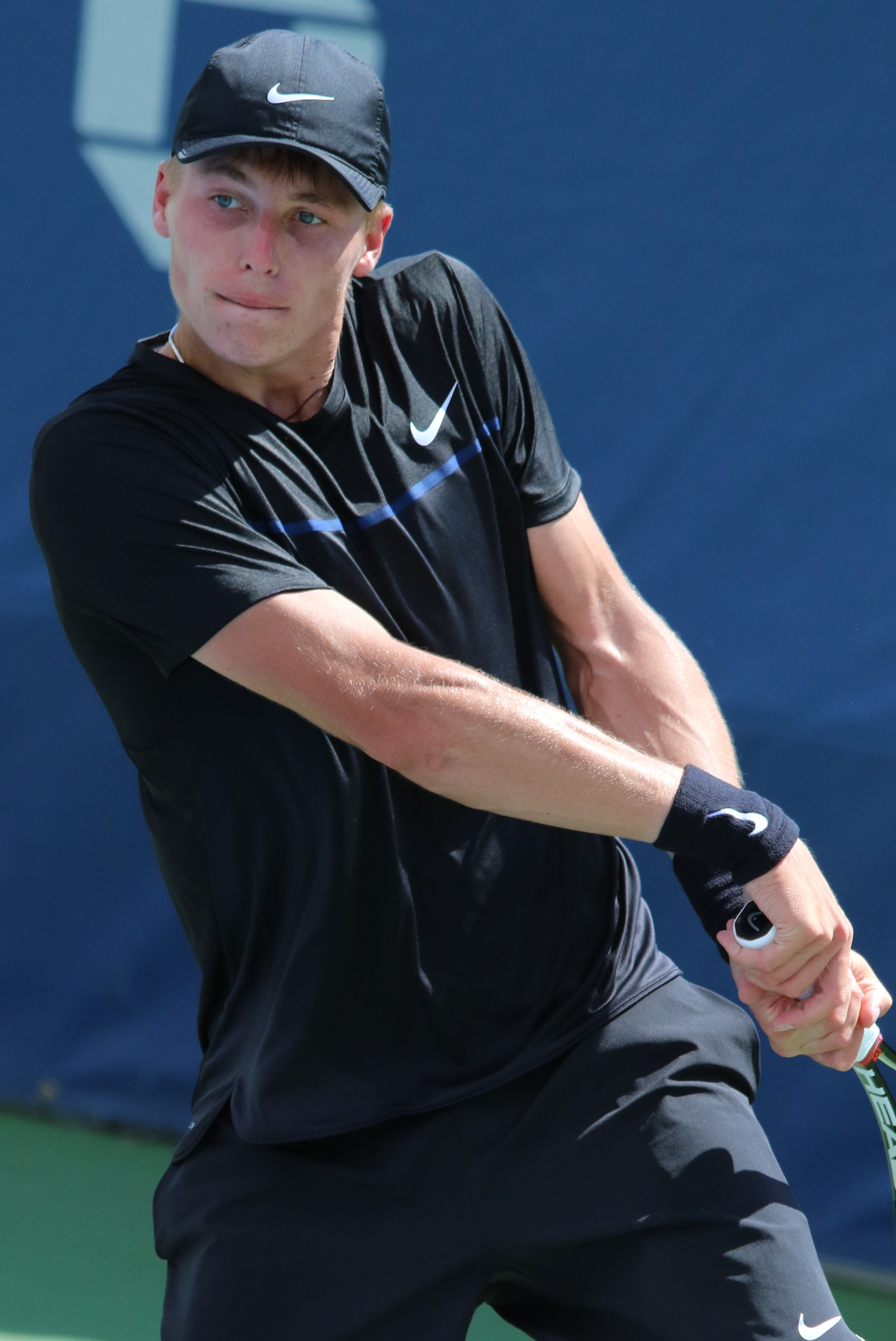
2016 год

В июне в 2017 года Ивашко выиграл первый в карьере «челленджер», обыграв в финале в Фергане серба Николу Милоевича — 6:4, 6:3. На турнире в Марселе в середине февраля 2018 года, пройдя квалификацию, Ивашко смог пройти до полуфинала, где проиграл французу Люке Пую. По ходу турнира Ивашко обыграл Ласло Дьёре из Сербии, Стэна Вавринку из Швейцарии и француза Николя Маю. В марте он выиграл «челленджер» в Китае, в финале обыграл китайского теннисиста Чжан Цзэ — 6:4, 6:2. В мае он через квалификацию попал на первый в карьере Ролан Гаррос. В первом раунде ему достался в соперники Доминик Тим, которому Ивашко проиграл в трёх сетах. В августе Илья смог, начав с квалификации, выйти в третий раунд турнира серии Мастерс в Торонто. Это результат позволил белорусскому теннисисту впервые подняться в топ-100 мирового рейтинга. В октябре Ивашко смог выйти в четвертьфинал зального турнира в Антверпене.
В январе 2019 года Ивашко дошёл до финала турнира серии «челленджер» в Канберре (Австралия), в котором уступил поляку Хуберту Хуркачу в трёхсетовом матче. На Открытом чемпионате Австралии дошёл до второго круга, где проиграл испанцу Пабло Карреньо Бусте в 3 сетах. Единственного четвертьфинала в основном туре 2019 года он достиг в июле на турнире в Ньюпорте. На Открытом чемпионате США проиграл в первом раунде Танаси Коккинакису в четырёх сетах.
На Открытом чемпионате Австралии 2020 года Ивашко смог попасть через квалификацию в основную сетку, в которой проиграл в первом же раунде. После выступления в Мельбурне он смог выйти в четвертьфинал турнира в Пуне. В октябре он смог выиграть «челленджер» в Стамбуле. Ещё один «челленджер» он выиграл в ноябре в Ортизеи.
В апреле 2021 года Ивашко вышел в 1/4 финала в Марбелье. На турнире в Мюнхене ему удалось выйти в полуфинал, обыграв № 6 в мире Александра Зверева — 6-7(5), 7-5, 6-3. На Уимблдоне Ивашко дошёл до четвёртого раунда, где проиграл итальянцу Маттео Берреттини в 3 сетах. На Олимпийском турнире в Токио представлял Беларусь в двух разрядах. В одиночном разряде он дошёл до третьего раунда, где уступил японцу Кэю Нисикори. В парном разряде с Егором Герасимовым выбыл в первом раунде, проиграв дуэту из Новой Зеландии.
В августе 2021 года на турнире в Уинстон-Сейлеме Ивашко завоевал свой первый титул ATP-тура. В 1/4 финала он переиграл бронзового призёра Олимпийских игр в Токио Пабло Карреньо Бусту со счётом 7-6(2), 6-3. В финале он обыграл Микаэля Имера со счётом 6-0, 6-2. Этот успех позволил Ивашко занять 53-е место рейтинга. На Открытом чемпионате США ему удалось пройти в третий раунд.
20 июня 2022 года поднялся на высшее в карьере 40-е место в рейтинге.
На Открытом чемпионате США 2022 года Ивашко дошёл до четвёртого раунда, где проиграл итальянцу Яннику Синнеру в 5 сетах. Это стало повторением лучшего достижения белоруса на турнирах Большого шлема после четвёртого раунда Уимблдона 2021 года.
27 февраля 2024 года провел последний матч перед длительной паузой, вызванной проблемой со здоровьем. Впоследствии перенес операцию и восстанавливался. В мае 2024 года потерял статус первой ракетки Беларуси, уступив его Егору Герасимову. До этого Ивашко значился первой ракеткой Беларуси на протяжении без малого трех лет — с 28 июня 2021 года. В августе 2024 года теннисист выпал из мирового рейтинга.
Вернулся на корт в январе 2025 года, заявившись на турнир в испанской Корнелье с призовым фондом $50 тысяч. 26 апреля 2025 года Ивашко выиграл первый турнир после возвращения в теннис. На турнире ITF в Китае с призовым фондом $15 000 белорус провел 7 матчей, не проиграв ни одного сета. В финале Ивашко был сильнее российского спортсмена Егора Агафонова.

## Рейтинг на конец года
| Год  | Одиночный рейтинг | Парный рейтинг |
| 2023 | 184               | 336            |
| 2022 | 73                |                |
| 2021 | 48                | 528            |
| 2020 | 108               | 1 018          |
| 2019 | 131               |                |
| 2018 | 91                | 426            |
| 2017 | 230               | 598            |
| 2016 | 179               | 406            |
| 2015 | 355               | 574            |
| 2014 | 708               | 1 054          |
| 2013 | 773               | 1 553          |

По данным официального сайта ATP на последнюю неделю года.

## Выступление на турнирах

### Финалы турнировATPв одиночном разряде (1)

#### Победы (1)
| Легенда                     |
| --------------------------- |
| Турниры Большого шлема (0)* |
| Финал АТР-тура (0)          |
| ATP Мастерс 1000 (0)        |
| АТР 500 (0)                 |
| АТР 250 (1)                 |

| Титулы по покрытиям | Титулы по месту проведения матчей турнира |
| ------------------- | ----------------------------------------- |
| Хард (1)*           | Зал (0)                                   |
| Грунт (0)           | Зал (0)                                   |
| Трава (0)           | Открытый воздух (1)                       |
| Ковёр (0)           | Открытый воздух (1)                       |

* количество побед в одиночном разряде.
| №  | Дата            | Турнир              | Покрытие | Соперник в финале | Счёт    |
| -- | --------------- | ------------------- | -------- | ----------------- | ------- |
| 1. | 29 августа 2021 | Уинстон-Сейлем, США | Хард     | Микаэль Имер      | 6-0 6-2 |

### Финалы челленджеров и фьючерсов в одиночном разряде (12)

#### Победы (8)
| Условные обозначения |
| Челленджеры (4+1)*   |
| Фьючерсы (4+2)       |

| Титулы по покрытиям | Титулы по месту проведения матчей турнира |
| ------------------- | ----------------------------------------- |
| Хард (8+3)*         | Зал (1)                                   |
| Грунт (0)           | Зал (1)                                   |
| Трава (0)           | Открытый воздух (6+3)                     |
| Ковёр (0+1)         | Открытый воздух (6+3)                     |

* количество побед в одиночном разряде + количество побед в парном разряде.
| №  | Дата            | Турнир              | Покрытие | Соперник в финале | Счёт           |
| 1. | 13 октября 2013 | Шымкент, Казахстан  | Хард     | Иван Аниканов     | 6-3 7-5        |
| 2. | 10 апреля 2016  | Карши, Узбекистан   | Хард     | Журабек Каримов   | 6-3 1-6 6-1    |
| 3. | 17 апреля 2016  | Бухара, Узбекистан  | Хард     | Темур Исмаилов    | 6-1 6-1        |
| 4. | 25 июня 2017    | Фергана, Узбекистан | Хард     | Никола Милоевич   | 6-4 6-3        |
| 5. | 18 марта 2018   | Шэньчжэнь, Китай    | Хард     | Чжан Цзэ          | 6-4 6-2        |
| 6. | 25 октября 2020 | Стамбул, Турция     | Хард     | Мартин Клижан     | 6-1 6-4        |
| 7. | 22 ноября 2020  | Ортизеи, Италия     | Хард(i)  | Антуан Оан        | 6-4 3-6 7-6(3) |
| 8. | 27 апреля 2025  | Луань, Китай        | Хард     | Егор Агафонов     | 6-4 7-5        |

#### Поражения (4)
| №  | Дата           | Турнир                 | Покрытие | Соперник в финале | Счёт        |
| 1. | 11 января 2015 | Швибердинген, Германия | Ковёр(i) | Мик Лескюр        | 6-2 1-6 2-6 |
| 2. | 24 мая 2015    | Тэгу, Южная Корея      | Хард     | Даниэль Нгуен     | 6-3 4-6 3-6 |
| 3. | 24 июля 2016   | Реканати, Италия       | Хард     | Илья Марченко     | 4-6 4-6     |
| 4. | 13 января 2019 | Канберра, Австралия    | Хард     | Хуберт Хуркач     | 4-6 6-4 2-6 |

### Финалы челленджеров и фьючерсов в парном разряде (5)

#### Победы (3)
| №  | Дата            | Турнир             | Покрытие | Партнёр        | Соперники в финале                  | Счёт           |
| 1. | 16 августа 2015 | Минск, Беларусь    | Хард     | Егор Герасимов | Артур Дубинский Владимир Ужиловский | 6-3 6-4        |
| 2. | 21 августа 2015 | Минск, Беларусь    | Хард     | Егор Герасимов | Даниил Медведев Чжан Чжичжэнь       | 6-1 6-3        |
| 3. | 14 августа 2016 | Порторож, Словения | Хард     | Сергей Бетов   | Томислав Драганя Нино Сердарушич    | 1-6 6-3 [10-4] |

#### Поражения (2)
| №  | Дата           | Турнир                   | Покрытие | Партнёр       | Соперники в финале                            | Счёт        |
| 1. | 20 апреля 2014 | Чэнду, Китай             | Хард     | Виктор Балуда | Гун Маосин Ли Чжэ                             | 1-0 — отказ |
| 2. | 28 июня 2015   | Пальма-дель-Рио, Испания | Хард     | Том Жомби     | Рикардо Вильякорта Алонсо Хорхе Эрнандо Руано | 6-7(5) 5-7  |